# Грейгівська сільська рада
Грейгівська сільська́ ра́да — адміністративно-територіальна одиниця та орган місцевого самоврядування у Вітовському районі Миколаївської області. Адміністративний центр — селище Грейгове.

## Загальні відомості
- Населення ради: 2 641 особа (станом на 2001 рік)

## Населені пункти
Сільській раді були підпорядковані населені пункти:
- с-ще Грейгове
- с. Степове
- с. Водокачка
- с. Червоне

## Склад ради
Рада складалася з 20 депутатів та голови.
- Голова ради: Швець Анатолій Григорович
- Секретар ради: Громик Наталія Олександрівна

### Керівний склад попередніх скликань
| Прізвище, ім'я, по батькові | Основні відомості                                                         | Дата обрання | Дата звільнення |
| --------------------------- | ------------------------------------------------------------------------- | ------------ | --------------- |
| Швець Анатолій Григорович   | Сільський голова, 1958 року народження, освіта вища, безпартійний         | 26.03.2006   | 31.10.2010      |
| Швець Анатолій Григорович   | Сільський голова, 1958 року народження, освіта вища, член Партії регіонів | 31.10.2010   |                 |

Примітка: таблиця складена за даними сайту Верховної Ради України

### Депутати
За результатами місцевих виборів 2010 року депутатами ради стали:

#### За суб'єктами висування
| Суб'єкт висування                 | Кількість обраних депутатів | %  |
| --------------------------------- | --------------------------- | -- |
| Партія регіонів                   | 15                          | 75 |
| Комуністична партія України       | 3                           | 15 |
| Політична партія «Сильна Україна» | 2                           | 10 |

#### За округами
| № округу                          | Прізвище, ім'я, по батькові       | Дата визнання обраним | Освіта  | Партійна приналежність                        | Відомості про обраного депутата                         |
| --------------------------------- | --------------------------------- | --------------------- | ------- | --------------------------------------------- | ------------------------------------------------------- |
| Комуністична партія України       |                                   |                       |         |                                               |                                                         |
| 11                                | Петров Федір Васильович           | 01.11.2010            | середня | член Комуністичної партії України             | пенсіонер                                               |
| 12                                | Абашвілі Світлана Віталіївна      | 01.11.2010            | вища    | член Всеукраїнського об'єднання «Батьківщина» | Жовтневе УПСЗН, соціальний працівник                    |
| 19                                | Трунова Ольга Михайлівна          | 01.11.2010            | вища    | член Комуністичної партії України             | Грейгівська загальноосвітня школа, вчитель              |
| Партія регіонів                   |                                   |                       |         |                                               |                                                         |
| 1                                 | Штефан Наталія Володимирівна      | 01.11.2010            | вища    | позапартійна                                  | Червонянський ДНЗ, завідувачка                          |
| 2                                 | Белевят Олександр Павлович        | 01.11.2010            | вища    | позапартійний                                 | тимчасово не працює                                     |
| 3                                 | Козлова Лариса Миколаївна         | 01.11.2010            | середня | позапартійна                                  | тимчасово не працює                                     |
| 4                                 | Шавкутенко Анатолій Володимирович | 01.11.2010            | середня | позапартійний                                 | Одноосібник                                             |
| 5                                 | Ящук Лілія Жоржівна               | 01.11.2010            | вища    | позапартійна                                  | продавець                                               |
| 6                                 | Басюк Любов Іванівна              | 01.11.2010            | вища    | позапартійна                                  | Петрівський фельдшерсько-акушерський пункт, завідувачка |
| 7                                 | Михайльчук Наталія Олексіївна     | 01.11.2010            | вища    | позапартійна                                  | пенсіонер                                               |
| 8                                 | Приходько Ольга Олександрівна     | 01.11.2010            | вища    | позапартійна                                  | Грейгівський ДНЗ, праля                                 |
| 9                                 | Лукашевич Тетяна Артеміусіван     | 01.11.2010            | вища    | позапартійна                                  | Грейгівський ДНЗ, вихователь                            |
| 10                                | Зосімова Ганна Павлівна           | 01.11.2010            | середня | позапартійна                                  | пенсіонер                                               |
| 13                                | Проц Олександр Михайлович         | 01.11.2010            | середня | позапартійний                                 | приватне підприємство, охоронець                        |
| 14                                | Зубрицький Валентин Петрович      | 01.11.2010            | вища    | позапартійний                                 | Грейгівська лікарняна амбулаторія, головний лікар       |
| 15                                | Громик Наталія Олександрівна      | 01.11.2010            | вища    | позапартійна                                  | Грейгівська сільська рада, секретар                     |
| 17                                | Рубан Марина Вікторівна           | 01.11.2010            | середня | позапартійна                                  | тимчасово не працює                                     |
| 20                                | Луцик Марина Анатоліївна          | 01.11.2010            | вища    | позапартійна                                  | Грейгівська загальноосвітня школа, вчитель              |
| Політична партія «Сильна Україна» |                                   |                       |         |                                               |                                                         |
| 16                                | Бердник Любов Сергіївна           | 01.11.2010            | вища    | член Політичної партії «Сильна Україна»       | Грейгівська бібліотека, завідувачка                     |
| 18                                | Пасніченко Галина Іванівна        | 01.11.2010            | вища    | член Політичної партії «Сильна Україна»       | Грейгівський сільський клуб, завідувачка                |

## Населення
Згідно з переписом УРСР 1989 року чисельність наявного населення сільської ради становила 2483 особи, з яких 1127 чоловіків та 1356 жінок.
За переписом населення України 2001 року в сільській раді мешкали 2634 особи.

### Мова
Розподіл населення за рідною мовою за даними перепису 2001 року:
| Мова       | Відсоток |
| ---------- | -------- |
| українська | 88,15 %  |
| російська  | 8,71 %   |
| білоруська | 0,53 %   |
| молдовська | 0,53 %   |
| вірменська | 0,34 %   |
| польська   | 0,04 %   |
| інші       | 1,70 %   |